# Charles Laval
Charles Laval (Parigi, 17 marzo 1862 – Il Cairo, 27 aprile 1894) è stato un pittore francese, contemporaneo e amico di Paul Gauguin e di Vincent van Gogh. Appartenne alla corrente sintetista.

## Biografia

### Gli inizi
Charles Laval nacque a Parigi, figlio di un architetto allievo di Henri Labrouste e di una polacca. Dimostrò talento nel disegno sin da giovane e fu pertanto indirizzato subito alla carriera di pittore. I suoi studi d'arte iniziarono nell'atelier di due grandi maestri, Léon Bonnat e Fernand Cormon dei quali fu allievo precoce. Nel 1880, infatti, a soli 18 anni presentò, come studente, un quadro al Salon e solo tre anni dopo espose ufficialmente per la prima volta.
Erano suoi compagni di studi dei giovani artisti che sarebbero diventati assai più famosi di lui, come Henri de Toulouse-Lautrec, Émile Bernard e Louis Anquetin. Quest'ultimo, alla fine degli anni ottanta espose la sua teoria sul cloisonnisme. Di questo periodo iniziale, tra gli ultimi anni di studi e l'inizio dell'attività, restano solo le tracce di tre opere andate perdute, di cui due erano ritratti, il tema prediletto di Laval. Di esse ci parlano Henri Delavallée, che Laval conobbe durante un soggiorno a Pont-Aven, che le descrive come molto influenzate dallo stile di Degas e Émile Bernard che ne rammenta la « belle manière noire ».

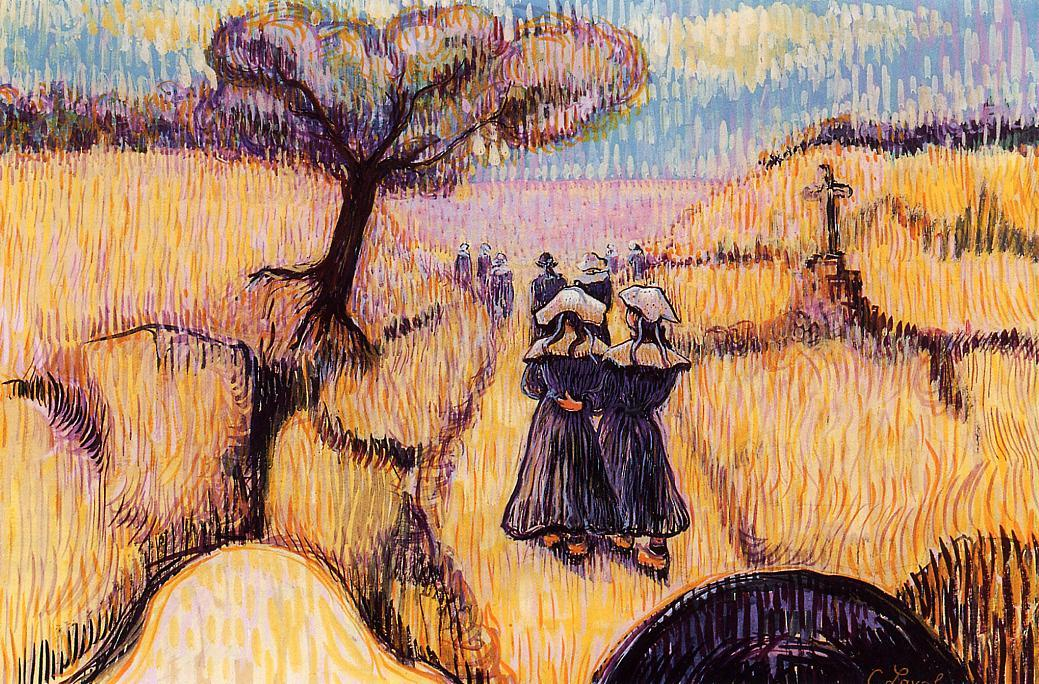
Donne bretoni a passeggio fra le messi

### Gauguin e la Martinica
Arrivando a Pont-Aven nel 1886, Laval scese alla ormai consueta pensione Gloanec. Lì fece la conoscenza di Paul Gauguin e i due si ritrovavano insieme spesso e strinsero una solida amicizia. Nella ricerca di una forma di "esotismo" che avrebbe potuto fornirgli la chiave per una nuova forma d'arte, nel 1887 Gauguin decise di recarsi a Panama, dove era in corso un primo tentativo di scavo del celebre canale e Laval lo seguì.
Per sostentarsi in quel lontano paese (che a quel tempo faceva parte della Colombia) Laval dipinse dei ritratti accademici - tutti andati perduti - avvalendosi degli insegnamenti e della tecnica di Léon Bonnat.
Ma una sfortunata serie di disavventure costrinse i due pittori dapprima a cercare lavoro come commercianti nell'isola di Taboga, dove Gauguin aveva già fatto scalo quando era tenente in seconda sul "Cile", nel 1867, nel periodo in cui era in marina. Essi confidavano nell'aiuto del cognato di Gauguin che a Panamá gestiva un commercio di stoffe, e di poter in seguito acquistare delle terre.
Fu però una vana speranza. Laval e Gauguin dovettero invece lavorare con pala e piccone come forzati, con la malaria incombente e in un ambiente malsano e torrido, per la compagnia che tentava di realizzare il canale, per potersi pagare un imbarco fino alla Martinica, dove il loro soggiorno si concluse prematuramente. Dopo pochi mesi, infatti, ambedue caddero ammalati e privi di sostentamento. Ma il viaggio, tutto sommato, non risultò del tutto inutile.
Durante il pur breve soggiorno alla Martinica, infatti, essi scoprirono la forza dei colori nelle terre tropicali e il richiamo profondo dei paesi esotici. Laval, inoltre, realizzò una breve serie di paesaggi dai colori smaglianti che per lungo tempo furono attribuiti a Gauguin. Ora, ad un esame attento, le tele di Laval dipinte alla Martinica anticipano invece quelle di Gauguin: Laval le compose seguendo le cadenze strutturali tipiche di Pierre Puvis de Chavannes, semplificando le figure umane sino a trasformarle in sinuosi arabeschi decorativi. Le sue "Donne della Martinica" sono quindi ben lungi dall'assomigliare a delle semplici testimonianze di viaggio nelle colonie.

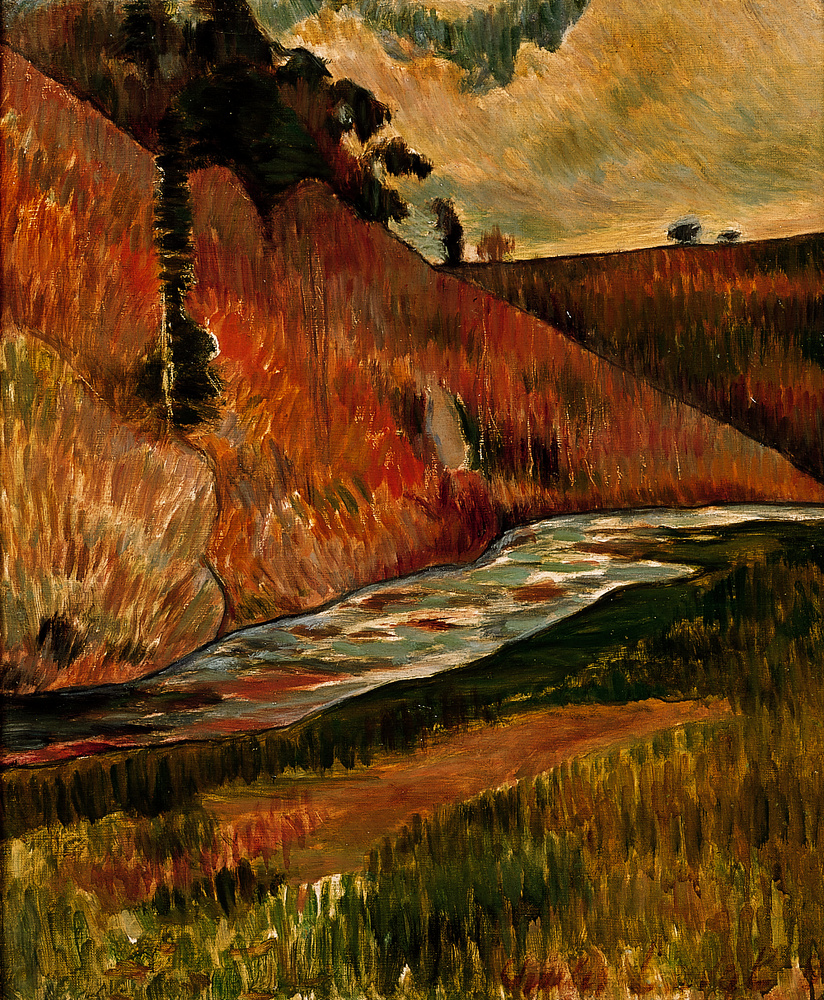
Paesaggio

### Ritorno a Pont-Aven: il sintetismo
Esausti e delusi Gauguin e Laval rientrarono in patria, ma Laval dovette attendere ancora qualche mese, perché in preda ad attacchi di dissenteria e da crisi di follia, al punto di tentare il suicidio.

Lasciò finalmente le Antille nel maggio del 1888, riportando dalla Martinica degli acquarelli che entusiasmarono Gauguin.
Nel frattempo Gauguin aveva conosciuto il giovane Émile Bernard simpatizzando per le sue teorie. Se Bernard realizzò in quel periodo Bretonnes dans la prairie e Gauguin la Visione dopo il sermone - che costituiscono dei quadri-manifesto del sintetismo, per le loro campiture piatte a colori puri, bordate da un tratto marcato, nonché per l'assenza di prospettiva, per le forme estremamente semplificate, per la loro ritmica decorativa, per il loro assetto grafico e anche per l'incorniciatura alla giapponese - Laval realizzò contemporaneamente, quasi fosse una risposta, il quadro Allant au marché.
Di fatto i tre artisti delinearono, quasi forgiarono assieme la nuova sintassi plastica. Realizzato nello stesso periodo, un Paesaggio bretone di Laval mostrò addirittura una marcata tendenza verso l'astrazione del tema e la sua dissoluzione in grandi superfici di colori iridescenti.
Molti anni più tardi, quando Laval era ormai dimenticato, Bernard e Gauguin, divenuti irriducibili nemici, rivendicarono per sé, l'uno contro l'altro, l'invenzione di questa rivoluzionaria tecnica pittorica. Così facendo occultarono il ruolo di Laval che, con discrezione ma col suo talento poetico, aveva contribuito alla nascita della pittura sintetista.
A Pont-Aven Laval dipinse poco, affetto com'era dalla tubercolosi. In una serie di scambi con Van Gogh, questi chiese a Laval un suo autoritratto di cui lodò sommamente le qualità psicologiche
Nei mesi che seguirono Laval espose dieci tele al Caffè Volpini, a fianco di Gauguin, Émile Bernard, Louis Anquetin e George-Daniel de Monfreid, in occasione dell'Expo del 1889. Le "strane" opere sintetiste colpirono la fantasia di quei pittori che avrebbero formato il movimento Nabis (Pierre Bonnard, Édouard Vuillard, Maurice Denis, Aristide Maillol, Paul Ranson, Suzanne Valadon) e ne suscitarono l'ammirazione. Numerosi indizi lasciano pensare che Maillol, Cuno Amiet e Pierre Bonnard non dimenticarono mai la lezione di Laval, per il suo tocco zebrato, per i suoi temi edenici e per le sue tinte madreperlacee.
A poco a poco, col passare dei mesi, la presenza di Laval divenne sempre più rara e il suo nome fu quasi dimenticato: Laval era spesso assente per il forte declino della sua salute. Raggiunse ancora una volta Gauguin a Pouldu nel 1889 e la sua pittura volse verso un chiaro simbolismo religioso.
Nel 1890 Laval si fidanzò con Madeleine Bernard, sorella di Émile, che Gauguin già da qualche tempo corteggiava. Gauguin si offese e ruppe l'amicizia con Laval, tacciandolo di ingratitudine.
Laval lavorò sino al 1893 ed il suo misticismo cattolico lo spinse a preparare, come aveva fatto Bernard, un clamoroso ritorno alla pittura tradizionale.

Ma, consumato dall'ulteriore aggravarsi del suo male, morì a Il Cairo nel 1894. Aveva 32 anni. La sua amata Madeleine, contagiata anch'ella, lo seguì dopo pochi mesi.
Scomparso Charles, suo fratello Nino vendette purtroppo in blocco tutte le opere contenute nel suo atelier. Così il lavoro di anni andò completamente disperso.

## L'eredità
Oggi solo una trentina di opere, fra oli e disegni, compongono il Catalogo ragionato di Charles Laval. Ed è spontaneo pensare che numerosi "Gauguin" apocrifi siano di fatto dei Laval autentici. Nonostante ciò, l'esiguo gruppo di opere riconosciute offre una grande diversità di temi e di generi, uniti però da un'unica "mano" e da uno stile omogeneo, fragile e al tempo stesso vibrante, assai ben distinto da quello di Paul Gauguin. Émile Bernard giudicò "impersonale" tale stile, ma sappiamo quanto scarse fossero l'amicizia e la stima fra i due artisti.
Queste considerazioni, assieme alla storia della sua vita e dei suoi alterni rapporti con Bernard e Gauguin, tendono, al di là di valutazioni soggettive di merito, a confermare quanto siano stati determinanti il lavoro, l'intuizione, il talento e, a volte, la genialità di Charles Laval, artista di una importanza certamente assai maggiore di quanto non possa emergere dalle poche opere e dalle poche notizie che sono giunte sino a noi.

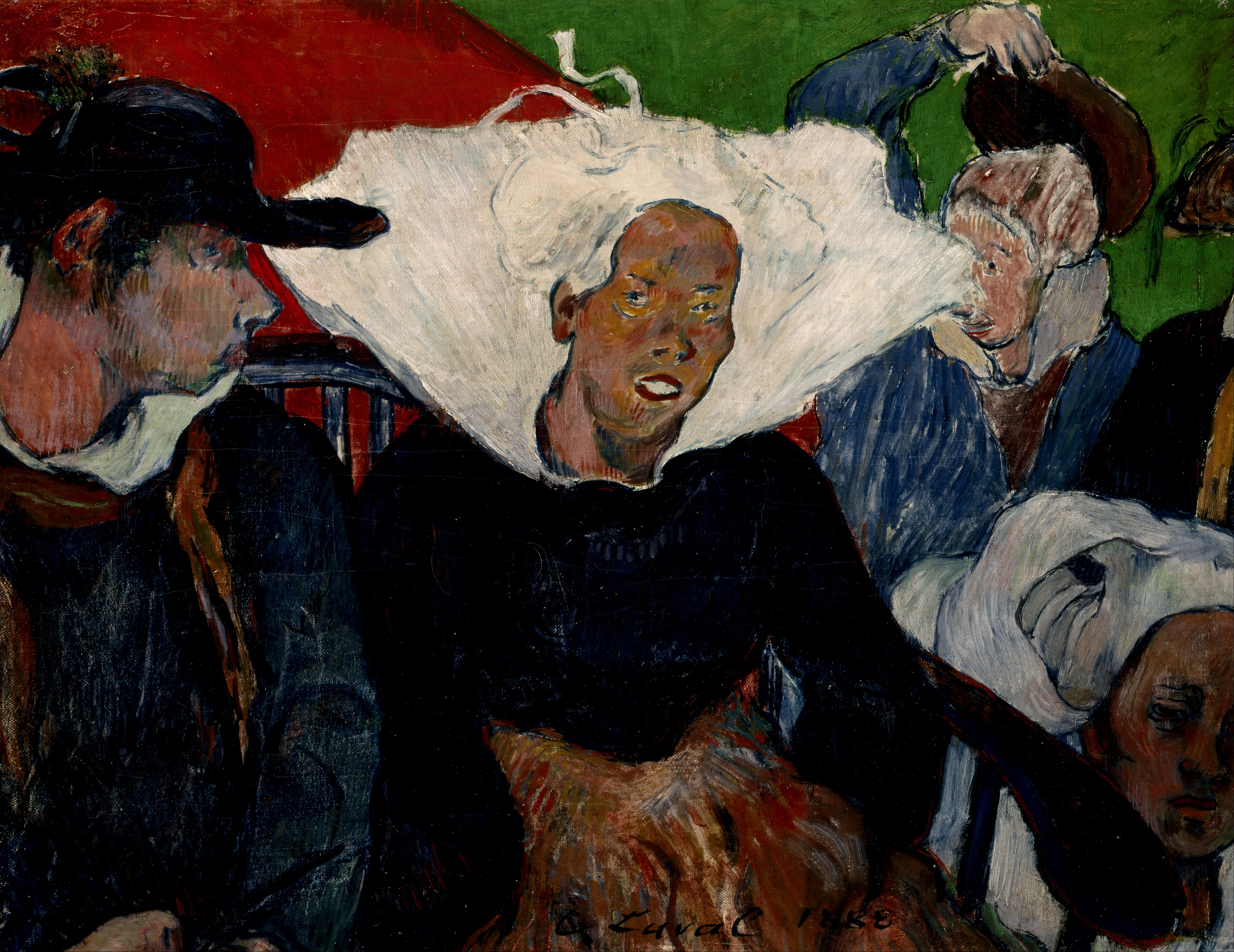
Allant au marché

## Allant au marché
Evidentemente influenzato da Gaugin, è uno dei più rappresentativi dipinti di Charles Laval.
"Questo quadro sembra essere un banale ritratto di una coppia di bretoni che vanno al mercato. In realtà nel quadro si nasconde un autoritratto dell'autore, vestito in abito bretone, mentre la donna è il ritratto di Marie Louarn. Lo sguardo della donna verso Laval nasconde forse qualche piccolo mistero, perché sembra che questa Marie fosse l'unica che posasse nuda".
Così ha scritto André Cariou, Conservatore del Museo delle Belle arti di Quimper, nel catalogo della mostra "L'avventura di Gauguin a Pont-Aven ". Anche Gauguin, infatti, ritrasse Marie Louarn in varie occasioni. Laval applica in quest'opera dei nuovi principi, come le superfici piatte di colore, verdi e vermiglie, per il fondo o per i leggeri contorni. La scelta di questo rosso per rappresentare la strada che sale verso sinistra denota la partecipazione di Laval alle discussioni di Gauguin e di Bernard a proposito di questo colore, dimostrando di non essere una figura di secondo piano, ma un artista partecipe e comprimario delle scelte cromatiche che in quegli anni si stavano sperimentando.

## Galleria d'immagini

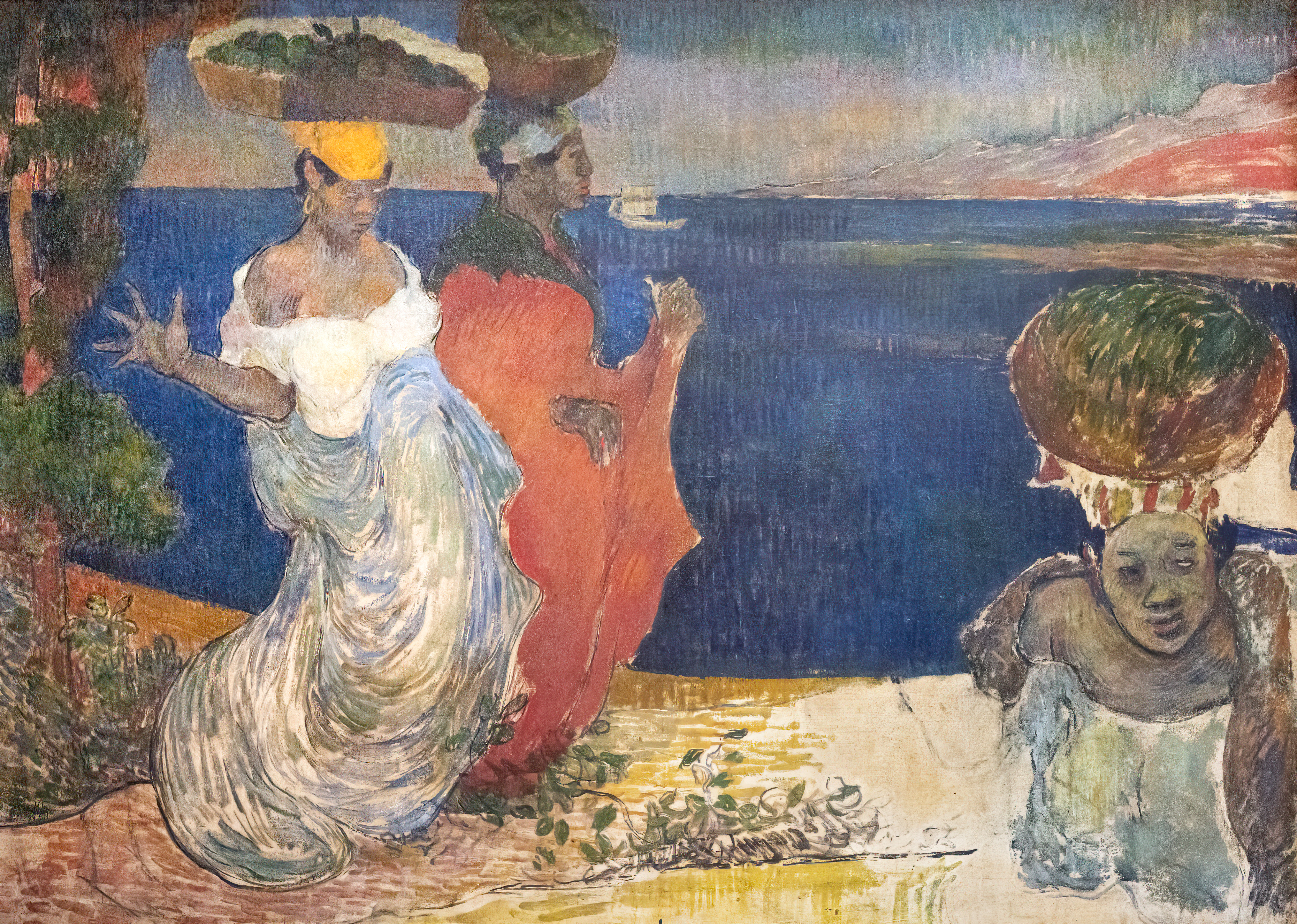
Donne sulla riva del mare
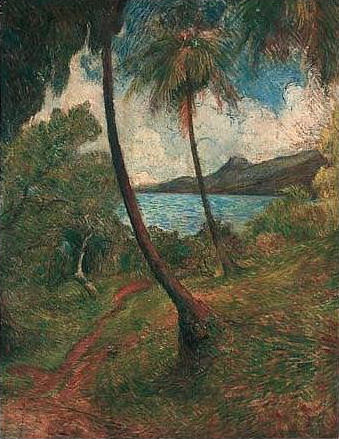
Paesaggio della Martinica
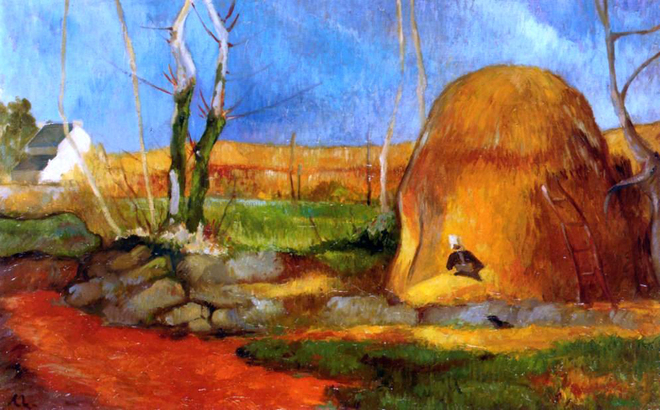
Dopo la mietitura